# Microcyclops jenkinae
Microcyclops jenkinae – gatunek widłonoga z rodziny Cyclopidae. Jako pierwszy opisał go w 1933 roku biolog Arthur George Lowndes, nadając mu nazwę Cryptocyclops jenkinae.